# هاسمیک تولماجیان

هاسمیک کاراپتی تولماجیان (Հասմիկ Կարապետի Տոլմաջյան؛ زادهٔ ۱۰ مارس ۱۹۷۴) یک دیپلمات اهل ارمنستان است که از تاریخ ۳۱ مه ۲۰۱۸ تا اکتبر ۲۰۲4 سمت سفارت ارمنستان در فرانسه را برعهده داشت.

## زندگی‌نامه
وی در ۱۰ مارس ۱۹۷۴ در ایروان به دنیا آمد و از مؤسسه مطالعات سیاسی پاریس، en:Panthéon-Assas University Paris II و دانشگاه دولتی ایروان فارغ‌التحصیل شد. وی همچنین برنده en:National Order of Merit (۲۰۱۶) شده‌است. وی همچنین برنده جوایزی همچون نشان ملی لیاقت (۲۰۱۶) شده‌است. وی به زبان‌های ارمنی، روسی، انگلیسی و فرانسوی تسلط دارد.